# كولين أوبراين
كولين أوبراين (بالإنجليزية: Colin O'Brien)‏ مواليد 17 أبريل 1984 في دبلن، هو لاعب كرة مضرب أيرلندي سابق وكان يلعب باليد اليسرى. أعلى تصنيف له في الفردي كان المركز الـ 599 في سنة 2011. أعلى تصنيف له في الزوجي كان 331.

## النهائيات
الوصافة (3)
| الرقم | التاريخ       | الدورة | الأرضية | المنافس في النهائي  | النتيجة  |
| 1.    | 21 يونيو 2008 | دبلن   | سجاد    | ميشيل كونينج        | 3-6, 5-7 |
| 2.    | 25 يناير 2009 | النمسا | سجاد    | نيكولا ريسيج        | 3-6, 2-6 |
| 3.    | 6 نوفمبر 2010 | كاندية | صلبة    | ألكسندروس جيكابوفيك | 3-6, 3-6 |

## روابط خارجية
- كولين أوبراين على موقع رابطة محترفي التنس (الإنجليزية)
- كولين أوبراين على موقع الاتحاد الدولي لكرة المضرب (الإنجليزية)
- كولين أوبراين على موقع كأس ديفيز (الإنجليزية)
- كولين أوبراين على موقع خلاصة التنس.كوم (الإنجليزية)